# Attila (banda de rock)
Attila era el nombre de un dúo de música rock formado por Billy Joel cuando apenas contaba con 20 años de edad. Joel era miembro anteriormente de una banda llamada The Hassles; del que se separó con el batería Jon Small para formar Attila en 1969.
En sus canciones utilizaban el órgano y la percusión, con Joel manejando también el acompañamiento de bajo con un teclado, en la línea del estilo de Ray Manzarek en The Doors. Su asociación creativa terminó en 1970, cuando Joel inició una relación con la esposa de Small, Elizabeth, aunque esto no terminó con sus colaboraciones, como el video de Joel Концерт producido por Small, así como en el concierto  Live at Shea Stadium.
Su único álbum, Attila, fue lanzado el 27 de julio de 1970, y fue seleccionado por los críticos de Allmusic como uno de los peores álbumes de rock de todos los tiempos. El propio Joel describió el álbum como "Una chorrada psicodélica":

A finales de los años 60, estaba en un grupo de dos hombres. Nos gustaba el heavy metal, íbamos a destruir el mundo con nuestros amplificadores, teníamos títulos como 'Godzilla', 'Marcha de los hunos', 'Invasión del cerebro'. Mucha gente piensa que yo salí solo del piano bar... Hice un montón de heavy metal por un tiempo. Dimos una docena de conciertos y nadie podía permanecer en la habitación cuando estábamos tocando. Era demasiado fuerte. Fuimos personas literalmente de clubes. 'Fue genial, pero no podíamos quedarnos en el club'
 —Billy Joel— (Entrevista con Billy Joel por Dan Neer en 1985)

Stephen Thomas Erlewine de Allmusic escribió: "Attila es sin duda el peor álbum lanzado en la historia del rock & roll infernal, en la historia de la música en sí misma. Ha habido muchas malas ideas en el rock, pero ninguna supera la estupidez colosal de Attila".
Una pista del álbum, "Amplifier Fire, Part 1 (Godzilla)," aparece en la caja recopilatoria de Joel en 2005, My Lives.

## Listado de canciones
- Canciones escritas por Billy Joel y Jon Small:

1. "Wonder Woman" (3:38)
2. "California Flash" (3:32)
3. "Revenge Is Sweet" (4:00)
4. "Amplifier Fire (Part I: Godzilla/Part II: March of the Huns)" (7:39)
5. "Rollin' Home" (4:52)
6. "Tear This Castle Down" (5:49)
7. "Holy Moses" (4:30)
8. "Brain Invasion" (5:41)

## Producción
- Producidas por Irwin Mazur, Billy Joel y Jon Small.

## Intervinientes
- Billy Joel: voz, teclados, compositor
- Jon Small: batería, compositor
- Glenn Evans: road manager y creador de la entrada directa de un órgano Hammond a los amplificadores Marshall.